# 序の舞・新春ドラマスペシャル
『序の舞・新春ドラマスペシャル』（じょのまい・しんしゅんドラマスペシャル）は、1984年1月2日、21時 - 24時に放送されたテレビドラマ。テレビ朝日製作。原作は宮尾登美子の『序の舞』。京都を舞台に、日本画を描く事に情熱を燃やした女性の愛の遍歴を描いている。主演は大原麗子。

## 概要
16歳から日本画の世界に没頭する津也は、父の面影を求めて師匠の松渓と関係を持つうち、子を宿してしまう。その後も、成長してゆくごとに、幾多の恋を出逢う男たちと重ねてゆく津也。やがて、彼女の描く作風も次第に凄みを増してゆくのである…。
実在人物で女流絵師である上村松園の半生をモデルに、恋多き故に女の情念を燃やし尽くし、全てを絵画にぶつけようとする女性を描いた文芸大作。同名の映画では名取裕子、舞台では山本富士子が演じた主人公を、テレビドラマ版では大原麗子が演じる。脇を固める配役も豪華をきわめ、運命の青年・桂三に、当時売り出し中の中井貴一、有力な後援者となる大物画家に津川雅彦、津也を日本画の世界へいざなった師・松渓に田村正和と、新春特番の名にふさわしい布陣であった。放送時間も、のべ3時間にも及ぶ超大作となった。
主人公・津也が着用した衣装だけで50着を超え、中には絵画そのままの色に染めた特注の着物などを用意し、衣装代だけでも現在の額で3千万円を費やしたともいわれ、ドラマの総製作費は2億5千万円とも伝わる。

## 出演
- 大原麗子（津也）
- 中井貴一（桂三）
- 津川雅彦（大物画家）
- 八千草薫
- 田村正和（松渓）

## スタッフ
- 原作：宮尾登美子
- 脚本：大野靖子
- 演出：久野浩平
- プロデューサー：千野榮彦
- 制作：テレビ朝日、PDS